# Hans van Brussel
Johannes Gerardus (Hans) van Brussel (Leiden, 14 juni 1952) is een zakenman die verschillende functies heeft vervuld bij bladen en uitgeverijen, maar vanaf 2009 meer bekend werd vanwege de door hem opgerichte beleggingsvereniging Fibonacci, waartegen internetbroker BinckBank aangifte heeft gedaan wegens een 'sterk vermoeden van misleiding'. BinckBank verloor echter een door Fibonacci aangespannen kort geding. Van Brussel is per 1 mei 2017 ook eigenaar van het feministisch maandblad Opzij.

## Persoonlijk
Van Brussel werd in 1952 in Leiden geboren als zoon van katholieke ouders. Zijn vader had een speelgoedzaak. Van Brussel bezocht het Bonaventuracollege en probeerde daarna carrière te maken als kunstschilder. Toen dat niet lukte begon hij een reclamebureau dat hij weer verkocht, waarna hij weer een ander reclamebureau begon.
Zijn broer Ton van Brussel vervulde diverse journalistieke functies en werd in 2009 directeur van het Amsterdamse debatcentrum De Rode Hoed.

## Zaken

### Als uitgever
In 1981 wilde Hans van Brussel de failliete Leidse uitgeverij Batteljee en Terpstra overnemen, maar na veel verwikkelingen werden anderen eigenaar en werd Van Brussel directeur. In 1983 werd hij alsnog eigenaar. Daarna raakte hij betrokken bij uiteenlopende bedrijven als koersleverancier Stockdata, wijnhandel La Morra, restaurant Villa Rozenrust, de Haagse Post (laatste nummer in 1990; daarna gefuseerd met De Tijd) HP/De Tijd op Zondag (opgeheven in 1993), filmblad Skoop (eveneens opgeheven in 1993), opiniemaandblad IQ (laatste nummer in 1997) en het in 1991 opgerichte studentenmagazine SUM. Maar weinig van deze activiteiten waren succesvol. Ook waren er ruzies met andere betrokkenen.
Van Brussel schreef onder het pseudoniem 'Dr. Doom' en onder zijn eigen naam tot minstens 2017 in HP/De Tijd over beleggen, maatschappij en politiek. Het uitgeverschap van HP/De Tijd droeg hij in 2014 over aan zijn echtgenote Marianne Verhoeven.
Een plan van Van Brussel was om in 2015 een satirisch blad – mogelijk onder de naam Torpedo – te gaan uitbrengen. Eerder maakte hij al het satirische blad PIM (Politiek Incorrect Magazine; in september 2002, vier maanden na de moord op Pim Fortuyn, verscheen het eerste nummer; in december 2002 het vierde en laatste) en de eenmalige glossies Geert (over Geert Wilders; 2010) en Maxima (over de toenmalige prinses; 2011).

### Beleggingsvereniging Fibonacci
Op 1 januari 2009 werd de Beleggingsvereniging Fibonacci opgericht met Van Brussel als verantwoordelijke voor het beleggingsbeleid. Blijkens de website van Fibonacci zouden er 102 leden zijn met in februari 2014 een gezamenlijke inleg van circa 5,5 miljoen euro in drie portefeuilles. Fibonacci streeft naar een rendement van 30% per jaar, gemiddeld over vijf jaar, wat uitgedrukt wordt in de naam van de website: 30procentperjaar.nl. Een ander vooruitzicht dat voorgespiegeld wordt, is 20% per jaar, gemiddeld over twee jaar. Internetbroker BinckBank aangifte heeft gedaan wegens een 'sterk vermoeden van misleiding'. Ook heeft de bank de beleggingsportefeuille geliquideerd en de betreffende rekeningen geblokkeerd.
Fibonacci spon een kort geding aan tegen BinckBank om weer toegang te krijgen tot de geblokkeerde bankrekeningen en eiste tevens herstel van beleggingsportefeuille. De rechter deed op zes maart 2015 uitspraak ten gunste van Fibonacci. De bank werd veroordeeld tot het betalen van een schadevergoeding. Dit kwam voor BinckBank zeer ongelegen vanwege gelijktijdige andere conflicten met cliënten van de bank.